# Els pintors de Pont-Aven
 Els pintors de Pont-Aven és una pel·lícula francesa dirigida pel cineasta i novel·lista Joël Séria, estrenada el 1975. Ha estat doblada al català.

## Argument
Henri Serin (Jean-Pierre Marielle), un representant de paraigües, de Saumur, porta una vida tranquil·la entre el seu treball, la seva família i la seva pintura. Henri s'atorga, durant els seus nombrosos desplaçaments professionals, algunes ximpleries amoroses que el distreuen del fatigós quotidià en el qual la seva dona puritana el tanca.
Un dia, Henri decideix deixar-ho tot per viure sense preocupar-se de res. Arriba a Pont-Aven i coneix Émile (Bernard Fresson), un pintor local pervers…
Algunes escenes de la pel·lícula tenen un caràcter eròtic marcat, el personatge principal Henri Serin és fascinat per les formes femenines, fins i tot obsés sexual amb diàlegs bastant crus. En efecte, un cert esperit llibertari i anticonformista propi dels anys 1970 flota a Els pintors de Pont-Aven , una mica en la imatge de l'ambient que regna a la pel·lícula Les Valseuses, de Bertrand Blier.

## Repartiment
- Jean-Pierre Marielle: Henri Serin,
- Bernard Fresson: Émile,
- Jeanne Goupil: Marie
- Andréa Ferréol: Madame Licquois
- Claude Piéplu: el peregri / el bard
- Dolorès Mac Donough: Angéla
- Romain Bouteille: el capellà
- Dominique Lavanant: Marie Pape, prostituta
- Martine Ferrière: la germana del bard
- Gisèle Grimm: la dona d'Henri
- Nathalie Drivet: Una serventa
- André Chaumeau: el comerciant
- André Lacombe: Un pintor de Pont-Aven
- Louison Roblin: Una comerciant
- Evane Hanska: La serventa
- Anne Alexandre: L'hotelera
- René Berthier: el V.R.P
- Bruno Balp: el barman
- Pierre Forget: L'altre barman

## Nominacions
- César al millor actor per Jean-Pierre Marielle
- César a la millor actriu secundària per Andréa Ferréol